# گوبس
گوبس (به آلمانی: Gübs) یک منطقهٔ مسکونی در آلمان است که در بیدریتس واقع شده‌است. گوبس  ۳۵۳ نفر جمعیت دارد.